# Franz Beil
Franz Beil, pseudonim Bawarczyk (ur. 1967) – niemiecki strongman.
Wymiary:
- wzrost 188 cm
- waga 134 kg
- biceps 54 cm
- klatka piersiowa 145 cm.

## Osiągnięcia strongman
- 1997
  - 6. miejsce - Drużynowe Mistrzostwa Świata Par Strongman 1997
- 2001
  - 5. miejsce - Drużynowe Mistrzostwa Świata Par Strongman 2001
  - 1. miejsce - Drużynowe Mistrzostwa Świata Strongman
- 2002
  - 1. miejsce - Drużynowe Mistrzostwa Świata Strongman
- 2004
  - 2. miejsce - Mistrzostwa Niemiec Strongman
  - 8. miejsce - Drużynowe Mistrzostwa Świata Par Strongman 2004 (kontuzjowany)
- 2005
  - 8. miejsce - Puchar Świata Siłaczy 2005: Mińsk
  - 10. miejsce - Puchar Świata Siłaczy 2005: Wexford
  - 9. miejsce - Puchar Świata Siłaczy 2005: Yorkshire
  - 6. miejsce - Puchar Świata Siłaczy 2005: Bad Häring
  - 10. miejsce - Puchar Świata Siłaczy 2005: Ladysmith
  - 1. miejsce - Puchar Świata Siłaczy 2005: Norymberga
  - 12. miejsce - Puchar Świata Siłaczy 2005: Chanty-Mansyjsk
- 2006
  - 8. miejsce - Puchar Świata Siłaczy 2006: Ryga
  - 11. miejsce - Puchar Świata Siłaczy 2006: Armagh
  - 7. miejsce - Puchar Świata Siłaczy 2006: Fürstenfeldbruck